# Station Wschowa
Station Wschowa is een spoorwegstation in de Poolse plaats Wschowa.